# Kenneth Karlsen
Kenneth Widemann Karlsen (Drammen, 29 giugno 1973) è un ex calciatore norvegese, di ruolo difensore.

## Biografia
È il figlio di Helge Karlsen.

## Carriera

### Club
Karlsen cominciò la carriera con la maglia dello Strømsgodset. A seguito della promozione del campionato 1993, poté debuttare nell'Eliteserien. Il 23 maggio 1994, infatti, fu schierato titolare nella sconfitta per 3-1 sul campo del Bodø/Glimt. Il club retrocesse nuovamente a fine campionato.
Tornò nella massima divisione nel 1996. Il 27 luglio 1997, Karlsen realizzò il primo gol della carriera nell'Eliteserien, nella vittoria per 4-2 sul Lillestrøm. Ad ottobre 2000, passò ai polacchi del Widzew Łódź, per poi tornare al Godset dal 1º gennaio successivo. Nel 2003, diventò il capitano della squadra e mantenne la fascia fino al 2006, quando passò a Øyvind Leonhardsen.
Nel 2007, si trasferì al Mjøndalen, club militante nella 2. divisjon. Contribuì alla promozione del campionato 2008, per poi restare in squadra per un altro biennio.

## Statistiche

### Presenze e reti nei club
| Stagione            | Club                | Campionato          | Campionato | Campionato | Coppe nazionali | Coppe nazionali | Coppe nazionali | Coppe continentali | Coppe continentali | Coppe continentali | Supercoppe | Supercoppe | Supercoppe | Totale | Totale |
| Stagione            | Club                | Comp                | Pres       | Reti       | Comp            | Pres            | Reti            | Comp               | Pres               | Reti               | Comp       | Pres       | Reti       | Pres   | Reti   |
| ------------------- | ------------------- | ------------------- | ---------- | ---------- | --------------- | --------------- | --------------- | ------------------ | ------------------ | ------------------ | ---------- | ---------- | ---------- | ------ | ------ |
| 1992                | Strømsgodset        | 1D                  | ?          | ?          | CN              | ?               | ?               | -                  | -                  | -                  | -          | -          | -          | ?      | ?      |
| 1993                | Strømsgodset        | 1D                  | ?          | ?          | CN              | ?               | ?               | -                  | -                  | -                  | -          | -          | -          | ?      | ?      |
| 1994                | Strømsgodset        | ES                  | 6          | 0          | CN              | ?               | ?               | -                  | -                  | -                  | -          | -          | -          | ?      | ?      |
| 1995                | Strømsgodset        | 1D                  | ?          | ?          | CN              | ?               | ?               | -                  | -                  | -                  | -          | -          | -          | ?      | ?      |
| 1996                | Strømsgodset        | ES                  | 21         | 0          | CN              | ?               | ?               | -                  | -                  | -                  | -          | -          | -          | ?      | ?      |
| 1997                | Strømsgodset        | ES                  | 10         | 2          | CN              | ?               | ?               | -                  | -                  | -                  | -          | -          | -          | ?      | ?      |
| 1998                | Strømsgodset        | ES                  | 17         | 3          | CN              | ?               | ?               | CU                 | 1                  | 0                  | -          | -          | -          | ?      | ?      |
| 1999                | Strømsgodset        | ES                  | 19         | 2          | CN              | ?               | ?               | -                  | -                  | -                  | -          | -          | -          | ?      | ?      |
| 2000                | Strømsgodset        | 1D                  | 24         | 0          | CN              | ?               | ?               | -                  | -                  | -                  | -          | -          | -          | ?      | ?      |
| ott.-dic. 2000      | Widzew Łódź         | IL                  | 4          | 0          | PP              | ?               | ?               | -                  | -                  | -                  | -          | -          | -          | ?      | ?      |
| 2001                | Strømsgodset        | ES                  | 9          | 0          | CN              | 0               | 0               | -                  | -                  | -                  | -          | -          | -          | 9      | 0      |
| 2002                | Strømsgodset        | 1D                  | 23         | 3          | CN              | ?               | ?               | -                  | -                  | -                  | -          | -          | -          | ?      | ?      |
| 2003                | Strømsgodset        | 1D                  | 27         | 6          | CN              | ?               | ?               | -                  | -                  | -                  | -          | -          | -          | ?      | ?      |
| 2004                | Strømsgodset        | 1D                  | 26         | 2          | CN              | ?               | ?               | -                  | -                  | -                  | -          | -          | -          | ?      | ?      |
| 2005                | Strømsgodset        | 1D                  | 24         | 5          | CN              | ?               | ?               | -                  | -                  | -                  | -          | -          | -          | ?      | ?      |
| 2006                | Strømsgodset        | 1D                  | 5          | 0          | CN              | ?               | ?               | -                  | -                  | -                  | -          | -          | -          | ?      | ?      |
| Totale Strømsgodset | Totale Strømsgodset | Totale Strømsgodset | ?          | ?          |                 | ?               | ?               |                    | -                  | -                  |            | -          | -          | ?      | ?      |
| 2007                | Mjøndalen           | 2D                  | ?          | ?          | CN              | ?               | ?               | -                  | -                  | -                  | -          | -          | -          | ?      | ?      |
| 2008                | Mjøndalen           | 2D                  | ?          | ?          | CN              | ?               | ?               | -                  | -                  | -                  | -          | -          | -          | ?      | ?      |
| 2009                | Mjøndalen           | 1D                  | 7          | 0          | CN              | ?               | ?               | -                  | -                  | -                  | -          | -          | -          | ?      | ?      |
| 2010                | Mjøndalen           | 1D                  | 4          | 0          | CN              | ?               | ?               | -                  | -                  | -                  | -          | -          | -          | ?      | ?      |
| Totale Mjøndalen    | Totale Mjøndalen    | Totale Mjøndalen    | ?          | ?          |                 | ?               | ?               |                    | -                  | -                  |            | -          | -          | ?      | ?      |
| Totale              | Totale              | Totale              | ?          | ?          |                 | ?               | ?               |                    | -                  | -                  |            | -          | -          | ?      | ?      |